# Nowe Ręczaje
Nowe Ręczaje – wieś w Polsce położona w województwie mazowieckim, w powiecie wołomińskim, w gminie Poświętne. Ma status sołectwa.
Do 1954 roku siedziba gminy Ręczaje. W latach 1975–1998 miejscowość administracyjnie należała do województwa siedleckiego.
W Nowych Ręczajach znajduje się biblioteka publiczna w budynku dawnego urzędu Gminy Ręczaje i szkoły zawodowej.
Znajduje się tam także szkoła podstawowa, której nadano w 2004 roku imię Wojska Polskiego oraz przedszkole publiczne.
W tej wsi nagrywano większość scen do filmu Galimatias, czyli kogel-mogel II
Wierni Kościoła rzymskokatolickiego należą do parafii św. Jana Chrzciciela i św. Wojciecha Biskupa Męczennika w Poświętnem.